# گمینا شچتنگکی
گمینا شچتنگکی (به لهستانی:  Gmina Szczytniki) یک گمینا در لهستان است که در شهرستان کالیش واقع شده‌است. گمینا شچتنگکی ۱۱۰٫۶۶ کیلومتر مربع مساحت و ۸٬۰۸۶ نفر جمعیت دارد.